# Parafia Apostołów św. Piotra i Pawła w Grodzisku
Parafia św. Apostołów Piotra i Pawła w Grodzisku – rzymskokatolicka parafia położona w województwie łódzkim, w powiecie łęczyckim, w gminie Świnice Warckie. Administracyjnie należy do diecezji włocławskiej, dekanat uniejowski
Odpust na terenie parafii odbywa się 29 czerwca.

## Historia
Parafia została tu założona na przełomie XIV i XV w. (do 1818 r. należała do archidiecezji gnieźnieńskiej). Z racji istnienia dwóch wikariuszy czy mansjonarzy pleban nosił tytuł prepozyta.
Pierwszy kościół parafialny pw. Nawrócenia św. Pawła, drewniany, istniał zapewne od początku funkcjonowania parafii, fundowany i uposażony przez rodzinę Chebdów.
Obecny kościół parafialny pod wezwaniem św. Apostołów Piotra i Pawła został wystawiony przez Jana Rudnickiego, miejscowego dziedzica w 1612 r. (konsekrowany w r. 1620, odnawiany w latach 1909–1911, 1920, 1979). Jest to budynek późnorenesansowy, murowany, jednonawowy, oszkarpowany. Prezbiterium zamknięte półkolistą absydą, nakryte eliptyczną konchą. W nawie strop, w zakrystii sklepienie kolebkowe. Dwa portale kamienne, późnorenesansowe z XVII w. Ołtarz główny barokowy z XVII w. z obrazem Matki Bożej z Dzieciątkiem, w sukience z 1902 r. Dwa boczne ołtarze rokokowe, płyta nagrobna klasycystyczna – Franciszka Morzkowskiego (1822 r.). Podłoga drewniana wykonana w 2000 r. Wokoło kościoła położono kostkę brukową i dokonano nasadzeń nowych drzew i krzewów. Postawiono 7 masztów flagowych i dwie gabloty ogłoszeniowe.
Przed świątynią zainstalowano 12 lamp oświetleniowych, a w świątyni nowe klęczniki, taborety, krzesła i nowy dębowy ołtarz soborowy. W 1999 r. poddano renowacji i pozłocono wszystkie naczynia liturgiczne. Wymieniono okna na witrażowe. Kaplica na cmentarzu grzebalnym z r. 1850 pw. św. Józefa, kryta blachą, w 1992 r. po generalnym remoncie, oddana do użytku jako dom pogrzebowy. Latem 1997 r. dokupiono 0,20 ha ziemi do cmentarze grzebalnego i ogrodzono elementami metalowymi.

## Proboszczowie
- ks. Franciszek Pawelski (1895–1909)
- ks Zygmunt Wroniecki (1909–1912)
- ks. Franciszek Tański (1912–1919)
- ks, Lucjan Nowicki (1919–1923)
- ks. Jan Gąsowski (1923–1932)
- ks, Teodor Portych (1932–1941)
- o. Felicjan Szklany OFMRef (1945–1947)
- ks. Franciszek Żelisko (1947)
- ks Marian Opaliński (1947–1967)
- ks. Henryk Kryjon (1967–1972)
- ks. Eugeniusz Lewandowski (1972–1985)
- ks, Jan Dudek (1985–1986)
- ks. Piotr Cieśla (1986–1990)
- ks. Andrzej Szymaniak (1990–2007)
- ks, Aleksander Rybczyński (2007–2020)
- ks. Marek Zieliński (od 2020)

## Kapliczki
- Grodzisko, Kosew Duży – 3, Parski, Polusin – 2, Władysławów – 2, Zbylczyce.